# Roger Forsberg (ishockeytränare)
Roger Forsberg, född 12 juni 1965, är en ishockeytränare.  

## Spelarkarriär
Roger Forsbergs hockeykarriär påbörjades i Östersunds IK som han sedan spelade med fram till säsongen 1987/1988. Därefter följde två säsongers spel med IF Björklöven där den första säsongen spelades i Elitserien. Forsberg återvände sedan 1990/1991 till Östersunds IK där han alternerade spel i moderklubben med spel i Frösö IK innan han 1994 avslutade sin spelarkarriär.

## Tränarkarriär
Efter sin spelarkarriär påbörjade Roger Forsberg sin tränarkarriär säsongen 1997-1998 som assisterande tränare för Jämtland/Härjedalens TV-pucks lag. Därefter han varit tränare eller assisterande tränare för Östersunds IK, Östersund/Brunflo IF, Sparta Sarpsborg, HV71, Timrå IK, Västerviks IK och senast IF Troja-Ljungby.